# Gorjnal, Hungund
Gorjnal là một làng thuộc tehsil Hungund, huyện Bagalkot, bang Karnataka, Ấn Độ.